# Dev.D
Dev.D ist ein indisches Filmdrama von Anurag Kashyap aus dem Jahr 2009. Als Vorlage diente der Roman Debdas des bengalischen Schriftstellers Sharat Chandra Chattopadhyay. Die Idee, das Buch in einen Film umzusetzen, hatte der Hauptdarsteller Abhay Deol.

## Handlung
Durch ein Missverständnis wird die Liebesbeziehung von Dev mit seiner Jugendliebe Paro zerstört. Während Paro ein anständiges Leben führt, verfällt Dev in Depressionen und nimmt Alkohol und andere Drogen zu sich. Er lernt die Prostituierte Leni kennen, in die er sich verliebt. Dev rutscht mit seinem selbstlosen Verhalten immer tiefer ab und landet in der kriminellen Szene, wodurch es ihm immer schwerer fällt seiner neuen Liebe nahe zu kommen.

## Auszeichnungen
National Film Award 2009
- Für die beste Musik (Amit Trivedi)

Filmfare Award 2009
- Für die beste Nebendarstellerin (Kalki Koechlin)
- Für die beste Performance (Mahi Gill)
- Für die beste Direktion (Helen Jones und Sukant Panigrahi)
- Beste Kamera (Rajeev Ravi)
- Beste Hintergrundmusik (Amit Trivedi)